# Canaã Futebol Clube
Canaã Futebol Clube, anteriormente conhecido como Sport Real, é um clube de futebol brasileiro da cidade de Canaã dos Carajás, Sudeste Paraense. 

## História
É clube empresa  e foi fundado em Belém, filiado na Federação Paraense de Futebol em Julho de 2020, para assim poder disputar competições profissionais. Com isso, se tornou apto a disputar a Segunda Divisão do Campeonato Paraense de Futebol, estreando ainda em 2020.
Inicialmente esteve sediado na capital Belém, onde deu seus primeiros passos contratando o técnico Fábio Oliveira. O clube possuía características completamente diferentes das atuais, possuindo como cores principais o alaranjado e o branco e também possuía a andorinha como mascote. Em 2023 mudou seu nome para Canaã FC e de escudo também. 

## Títulos
| ESTADUAIS | ESTADUAIS                      | ESTADUAIS | ESTADUAIS  |
|           | Competição                     | Títulos   | Temporadas |
| --------- | ------------------------------ | --------- | ---------- |
|           | Campeonato Paraense - Série B1 | 1         | 2023       |

## Estatísticas

### Participações
|  | Participações em 2025 |

| Competição | Competição          | Temporadas | Melhor campanha     | Estreia | Última | P | R |
| Pará       | Campeonato Paraense | 1          | 12º colocado (2024) | 2024    | 2024   |   | – |
| Pará       | Série A2            | 5          | Campeão (2023)      | 2020    | 2025   | 1 | – |

#### Campeonato Paraense - Série A2
| Ano  | Posição |
| 2020 | 4º      |
| 2021 | 7º      |
| 2022 | 16º     |
| 2023 | 1º      |
| 2025 | 3º      |